# Periga armata
Periga armata är en fjärilsart som beskrevs av Lemaire 1973. Periga armata ingår i släktet Periga och familjen påfågelsspinnare. Inga underarter finns listade i Catalogue of Life.